# ドレンデストロイヤー
ドレンデストロイヤーは、株式会社フクハラが製造するドレン油水処理装置である。

## 歴史
1981年に開発された。
その後、フクハラの製造する各種のドレン処理装置の製品名をドレンデストロイヤーに統一した。

## 特長
特長は、比重分離方式とフィルター方式による処理を採用していることである。
また、使用済みのフィルターはそのまま新しいフィルターと交換し、古いフィルターは返却し再利用する方式を採用している。